# Blue Planet Software
Blue Planet Software è stata una azienda produttrice e sviluppatrice di videogiochi. Precedentemente nota come Bullet Proof Software, fu fondata in Giappone negli anni ottanta. Come Blue Planet Software è stata fondata da Henk Rogers a Honolulu, Hawaii nel 1996.

## Lista dei giochi
| Gioco                                 | Data | Piattaforma                                                 |
| ------------------------------------- | ---- | ----------------------------------------------------------- |
| Bakuto Dochers                        | 1994 | Super NES                                                   |
| Black Onyx Plus                       |      | Game Boy Color                                              |
| Bombliss Cup '95                      | 1995 | Super NES, Satellaview                                      |
| Dekitate High School                  | 1995 | Super NES                                                   |
| Faceball 2000                         | 1992 | Game Boy / Super NES / Virtual Boy (annullato)              |
| Hatris                                | 1990 | Game Boy                                                    |
| Obitus                                | 1991 | Super NES                                                   |
| Michael Andretti's Indy Car Challenge | 1994 | Super NES                                                   |
| Pipe Mania                            | 1990 | Game Boy                                                    |
| Seijyuu Maden: Beast & Blade          | 1995 | Super NES                                                   |
| Super Tetris 2                        | 1992 | Super NES                                                   |
| Super Tetris 3                        | 1994 | Super NES                                                   |
| Tetris                                | 1988 | FM-7, MSX, NEC PC-8801, NEC PC-9801, Sharp X1, Sharp X68000 |
| Tetris                                | 1988 | Famicom                                                     |
| Tetris Battle Gaiden                  | 1993 | Super Famicom                                               |
| Tetris Party                          | 2008 | Wii                                                         |
| Tetris Plus                           | 1990 | Arcade                                                      |
| Tetris S                              |      | Sega Saturn                                                 |
| Tetris Stars                          | 2011 | Facebook                                                    |
| Tetris Zone                           | 2007 | Macintosh, PC                                               |
| The New Tetris                        | 1999 | Nintendo 64                                                 |
| Tōge Densetsu: Saisoku Battle         | 1996 | Super Famicom                                               |
| True Golf: Wicked 18                  | 1993 | Super NES / 3DO                                             |
| WildSnake                             | 1994 | Game Boy / Super NES                                        |
| V-Tetris                              | 1995 | Virtual Boy                                                 |
| Welltris                              | 1989 | Varie                                                       |
| Wordtris                              | 1991 | Game Boy / Super NES                                        |
| Yoshi's Cookie                        | 1993 | Super NES                                                   |
| The Twisted Tales of Spike McFang     | 1994 | Super NES                                                   |
| Igo: Kyū Roban Taikyoku               | 1985 | NES                                                         |